# Axinopalpis
Axinopalpis is een kevergeslacht uit de familie van de boktorren (Cerambycidae). De wetenschappelijke naam van het geslacht werd voor het eerst geldig gepubliceerd in 1835 door Dejean.

## Soorten
Axinopalpis omvat de volgende soorten:
- Axinopalpis alberti Sama, Rapuzzi & Kairouz, 2010
- Axinopalpis barbarae Sama, 1992
- Axinopalpis gracilis (Krynicki, 1832)